# Station Duszniki Zdrój
Station Duszniki Zdrój is een spoorwegstation in de Poolse plaats Duszniki-Zdrój.